# Давид Сослан
Дави́д Сосла́н (груз. დავით სოსლანი, транскр.: Davit Soslani; осет. Сослан-Дауыт / Soslan-Dawyt) — овский (аланский) царевич, муж и соправитель царицы Грузии Тамары, главнокомандующий войсками в период наивысшего расцвета феодальной Грузии.

## Происхождение

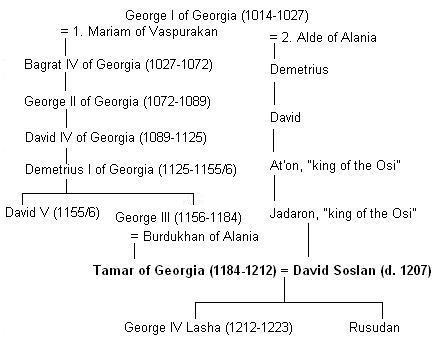
Генеалогия Давид-Сослана с точки зрения Вахушти Багратиони.

Согласно историку царицы Тамары, автору «Истории и восхваления венценосцев», Сослан был «из числа сынов Ефрема, то есть овсов», приходясь родственником Русудан, будучи потомком дочери Давида Строителя, выданной замуж в Аланию. Другой историк Тамар, автор «Жизнь царя царей Тамар» пишет, что Сослан был сыном аланского царя, воспитанный Русудан. В летописи «Лаша-Георгия» говорится, что Сослан был царём Алании из рода Багратионов.

Грузинский историк Корнелий Кекелидзе причисилял Давида-Сослана к еврейскому колену Ефремова (Эфраимова), одному из 12 колен Израилевых. Сведения о еврейском происхождении Давида-Сослана подтверждаются и более древними сведениями. К примеру, современник Давида, грузинский поэт Чахрухадзе, один из видных грузинских поэтов XII-XIII вв., в своей поэме «Тамариани», посвященной царице Тамаре, несколько раз упоминает Давида Сослана, прославляя военные доблести Сослана, Чахрухадзе пишет, в частности: 
«Давид смелый, мудрый, которого небожители считают избранником небес». Когда он отпускает стрелу, - говорю я: «Это он избранник колена Ефремова, славный доблестью, лишенный страха, восставший для уничтожения врагов».
Басил Эзосмодзгвари, историк царицы Тамары, называет осетин потомками колена Эфраима, когда говорит про Давида Сослана («Давида Ефремида, подчеркивая его происхождение от израильского колена Ефремова»), ставшего мужем царицы Тамары.
«...был во дворце царицы Русуданы (тетя Тамары по отцу) витязь [Давид Сослан] из сынов Ефрема...»
Вахушти Багратиони в своём труде 1745 года пишет, что Давид-Сослан по отцовской линии был потомком Деметре, сына Георгия I, то есть был из рода Багратионов. У Георгия I, царя Грузии (1014—1027), было два сына от разных жён — Баграт IV и Деметре (последний добивался престола, но безрезультатно). Впоследствии он перебрался в Константинополь. У Деметре остался малолетний сын Давид, которого бабушка увезла в, по одной из версий, в Аланию. Там его, предположительно усыновил аланский царь из рода Царазон, затем выдал за него замуж свою дочь. Их сын Атон стал царём Алании. Есть также одна из версий историка-кавказоведа Туманова (работал на кафедре Джорджтаунского университета) —  Давид-Сослан был внуком Атона (Соответственно был представителем рода Багратионов), сын Дмитрия Давид был увезён своей бабушкой (то есть Альдой, не упомянутой по имени) в Аланию, где его потомки процветали, создав местную «царскую» линию, из которой происходил Давид Сослан.
Приписок, которые подтверждают точку зрения Вахушти, нет в ранних списках «Картлис Цховреба» XVII века, которые с точки зрения ряда исследователей были добавлены в новые версии для исправления первоначальной генеалогии. Согласно же профессору востоковедения Аугусто Алеманю, Сослан был аланским царевичем, сыном аланского царя Джандара.

## Биография

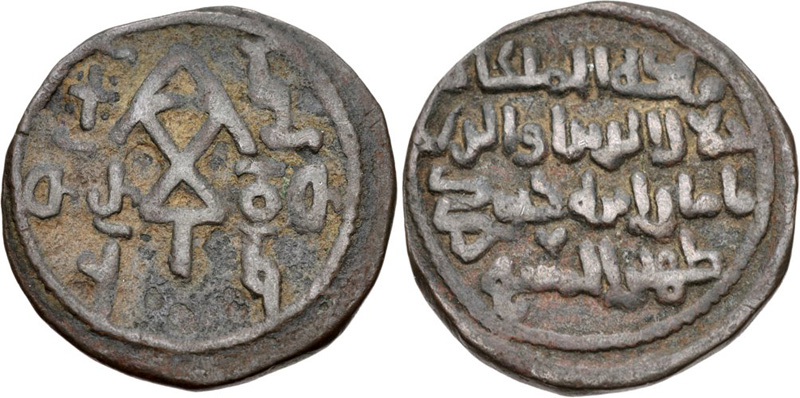
Монета Грузии с именами Тамары и Давида

В 1187 году царица Тамара развелась с первым мужем Юрием (прозванного грузинами Георгий Руси), и он был изгнан из Грузии. Через год она вышла замуж за Давида Сослана — друга детства, воспитанного при грузинском дворе тёткой царицы Тамары — Русудан, сестрой Георгия III.
Находясь рядом с Тамарой, Давид многое сделал для грузинского государства. Он прожил жизнь, богатую военными сражениями и борьбой со врагами Грузии. Первым военным конфликтом, в котором ему пришлось принять участие, стал мятеж Юрия, который вернулся из изгнания и нашёл поддержку в Западной Грузии. Давид участвовал в нескольких сражениях, в результате которых армии восставших были разбиты.
Долгое время боролся с экспансией сельджуков, которые стремились завоевать историческую территорию Грузии.
В 1195 году в Шамхорской битве Давид Сослан нанёс жестокое поражение правителю Иранского Азербайджана атабеку Абу-Бекру. Это дало временный контроль над Ширваном, хотя затем конфликт перерос в затяжную войну.
Усиление Грузии не давало покоя правителям мусульманских государств. Среди них был румский султан Рукн ад-Дин, который напал на правителя Эрзурума (вассала Грузии) и тем самым оказался в конфликте с Грузией. Султан организовал общеисламский поход на Грузию, войско под командованием Давида Сослана двинулось навстречу. Царица сама проводила войско до Вардзии, осталась там и всё время молилась. В 1202 году в битве при Басиани грузины одержали блестящую победу над многочисленным врагом. Давид Сослан взял в плен брата Рукн-ад-дина, который был продан царицей за лошадиную подкову.

В 1204 году Грузия поддержала Комнинов против свергнувших их Ангелов. Грузинское войско заняло приморские города: Трапезунд, Лимнию, Самсун, Синоп, Керасунт, Котиору, Гераклею. Образовалась Трапезунтская империя, которая стала союзником Грузии.

Грузинское царство в 1213 году

В 1207 году Давид Сослан скончался (по некоторым источникам, был убит). В том же году царица Тамара посадила на трон соправителем своего сына Георгия Лашу.
Место захоронения неизвестно.